# Elder Silva
Elder Silva Rivero (Colonia Lavalleja, Salto, 13 de noviembre de 1955-Montevideo, 29 de agosto de 2019) fue un escritor, periodista, docente y gestor cultural uruguayo.

## Biografía

### Primeros años
Su padre, Demensio Silva, tenía un almacén de ramos generales llamado "El Progreso", que era frecuentado por "guitarreros, payadores, acordeonistas y alguna gente de circo que pasaba".

### Actuación poética
En su trayectoria como escritor, recibió varios premios, como el otorgado por el Banco de Seguros del Estado, por su obra Líneas de fuego, el premio de la Feria Nacional de Libros y Grabados por Cuadernos agrarios. Asimismo, obtuvo menciones especiales por sus obras Un viejo asunto con el sol (de parte de la Intendencia de Montevideo) y Fotonovela. Canción de perdedores (de parte del Ministerio de Educación y Cultura de Uruguay). En el año 2003, la Universidad de La Laguna le otorgó el V Premio de Poesía Luis Feria por su libro La frontera será como un tenue campo de manzanillas. En 2014 fue galardonado con el Premio Morosoli de plata, entregado por la Fundación Lolita Ruibal en reconocimiento a su trayectoria, méritos y aporte a la cultura uruguaya.
Integró el colectivo Fabla creado en Montevideo, en el cual también participaban Víctor Cunha, Aldo Mazzucchelli, Atilio Duncan Pérez (Macunaíma) y Luis Pereira Severo, y el grupo La Tregua (en Salto). Brindó recitales en muchas ciudades de Uruguay, así como también en varios países de Latinoamérica. También fue invitado en distintos festivales de poesía, tanto en Uruguay como en el extranjero.
En 2013, al cumplirse treinta años de la edición de su primer libro, realizó una gira poética por treinta ciudades de Uruguay, presentando la antología Agua enjabonada.
En 2022 la editorial civiles iletrados publicó Pájaro que tiembla, obra que reunió los últimos poemarios del poeta, más una antología de su poesía édita en editoriales cartoneras. El libro cuenta con un estudio introductorio a cargo de la escritora Helena Corbellini.
Sus textos han sido traducidos a varios idiomas, como francés, portugués, ruso y sueco. También han sido publicados en revistas especializadas de varios países, como Venezuela, Nicaragua, Chile, Colombia, Brasil, México, Argentina, Francia, Suecia, España y Rusia.

### Como periodista
A nivel periodístico, se destaca el haber desempeñado el rol de jefe de las páginas culturales de los periódicos "Estediario" y "La Hora". En el diario La República se desempeñó como editor y también fue director de "El Eco del Cerro". Participó de la redacción de varias revistas, como "Carta Cultural", "Programa" y "Cuadernos de Granaldea".

### Gestor cultural
Desde 1997 hasta 2015 se desempeñó como coordinador del Centro Cultural "Florencio Sánchez" de la Villa del Cerro. Desde 2005, también trabajó como responsable del Programa Esquinas de la Cultura de la Intendencia de Montevideo. Se desempeñó como docente de la asignatura Gestión Cultural Comunitaria en la Licenciatura y Tecnicatura en Gestión Cultural de la Facultad de la Cultura de la Universidad CLAEH.

## Obra poética
- Líneas de fuego (1982)
- Cuadernos agrarios (1985)
- Un viejo asunto con el sol (1987)

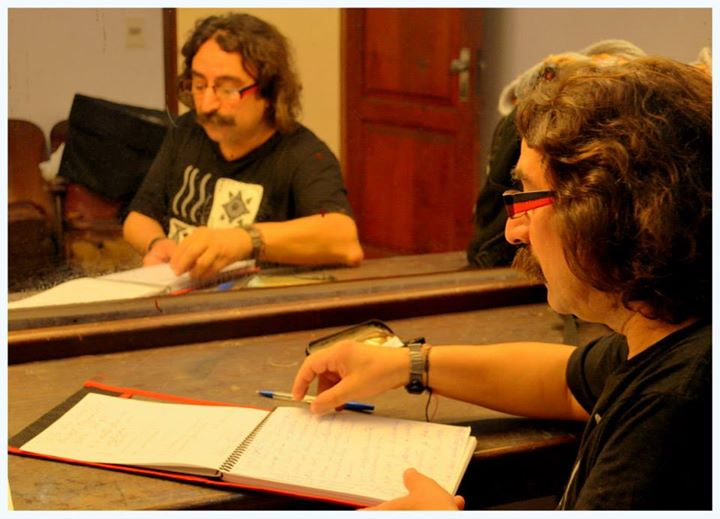
Elder Silva durante un recital brindado en Montevideo.

- Fotonovela - Canción de perdedores (Civiles Iletrados, 1996)
- La cajera del Oxford y otros poemas de amor (1999)
- Mal de ausencias (2002)
- La frontera será como un tenue campo de manzanillas (España, 2005), (Uruguay, 2007)
- Sachet (Ed. La Propia Cartonera, 2009)
- Bar Bukowski (2012)
- Agua enjabonada (2013)
- El reloj mide las horas donde tu boca falta (Ediciones Karakartón, 2014)
- Pájaro que tiembla (civiles iletrados, 2022)